# Nagylózs
Nagylózs (1906-ig: Lózs) község (németül: Losing) Győr-Moson-Sopron vármegyében, a Soproni járásban.

## Fekvése
A vármegye nyugati részén, a Kisalföld és a nyugati dombság találkozásánál fekszik. A szomszédos települések: észak felől Pinnye, kelet felől Ebergőc, délnyugat felől Sopronkövesd, északnyugat felől pedig Pereszteg; közigazgatási területe messze északkeleten, egy hosszabb szakaszon Hegykő, délkeleten pedig egy egészen rövid szakaszon Röjtökmuzsaj határszélével is érintkezik.

### Megközelítése
Határszélét északkeleten érinti a 85-ös főút és valamivel délebbre az M85-ös autóút is, így ezek tekinthetők a két legfontosabb közúti elérési útvonalának. Közvetlenül azonban egyikről sem érhető el a község központja, csak kisebb-nagyobb kerülővel: a 85-ösről Pinnyénél kell letérni a 8628-as útra, az M85-ösről pedig a nagycenk-peresztegi csomópontnál a 84-es főútra, amelyről Sopronkövesdnél lekanyarodva, szintén a 8628-ason juthatunk el a községbe. Külterületeit érinti még a 8523-as út és a 8612-es út is. 
Sopronból autóbusszal közelíthető meg. A legközelebbi vasúti csatlakozási lehetőségek: Sopronkövesd megállóhely (3 km) a Sopron–Szombathely-vasútvonalon, illetve Pinnye vasútállomás (5 km) a Győr–Sopron-vasútvonalon.

## Története és mai élete
A falu környékét 254-től 383-ig rómaiak lakták. Első írásos említése 1264-ben történt, amikor Loos községet a győri káptalan említette. 1273 júliusában II. Ottokár cseh király katonái a falu határában vereséget szenvedtek. A község első ismert birtokosa 1277-ben az Osl nemzetségbeli Beled volt. 1355-ben Viczay Tamás lett a tulajdonos. 1406-ban komoly harcok színterévé vált Lózs. A betörő német csapatok nem bírtak Kismarton védőivel és az ország belseje felé vették útjukat, közben raboltak, pusztítottak, Lózsra is betörtek. A németek felgyújtották a falut és ami mozgatható volt, magukkal vitték. 1402 körül a szűk völgybeni település helyett a kedvezőbb síkságon folyt az építkezés. A falu középpontja fokozatosan a templomtól távolabbra került, így a várkastély mellé a földesúr új templomot építtetett.
Zsigmond király 1431-ben vásártartási jogot engedélyezett, Lózs ezáltal jelentős településsé, oppidummá – mezővárossá – vált.
1454-ben a cseh husziták feldúlták és felgyújtották. Az 1500-as évek közepén folyt a hitújítás és a reformáció. A vidék legnagyobb földesura a Nádasdy-család hatására a környék nemesi családjai, így Lózs urai a Viczayak is protestánssá lettek. Az 1570-es években indult első iskolája, és 1576-tól volt protestáns lelkészsége. 1588-ban két nemesi kúriát, egy várkastélyt, négy zsellérrel rendelkező protestáns lelkészséget írtak össze. Viczay Ádám a jobbágyszolgáltatásokat túlzott mértékben megemelte, az elnyomás lázadást szült. A lózsiak megtagadták a robotot, tettleg bántalmazták az uraság alkalmazottjait és a földesúr elé vonultak, aki kénytelen volt meghajolni az egységesen fellépő jobbágyok ereje előtt. Viczay Ádám 1645-ben visszatért a katolikus hitre, elfoglalta a két templomot, az iskolát és a paplakot. Elűzte az evangélikus lelkészt, helyére plébánost ültetett. A lakosok tiltakozására az uralkodó visszahelyezte az evangélikus lelkészt, aki 1660-ig, a falu véglegesen katolikussá válásáig maradt ezen a poszton. Viczay János 1650 táján lett földesúr. 1663-ban a törökök Kőszeg ostroma után Bécs felé vonultak, és útközben feldúlták Lövőt. A lakók nagy része Lózsra menekült. A lózsi és környéki takácsok 1693-ban céhet alapítottak. A mai plébániatemplom 1700-ban épült, védő-szentje továbbra is Szent Lőrinc maradt. Az oltárképet Steiner Rezső festette, orgonáját 1788-ban szerezték a soproni ferencesektől. A kastély átépítése az 1780-as években fejeződött be. Itt házitanítóskodott Révay Miklós, a magyar nyelvtudósok egyike. A Rákóczi szabadságharc alatt, 1709-ben Heister német generális labancai támadtak Lózsra és borzalmas pusztítást végeztek. A házakat felgyújtották, az otthon maradó jobbágyokat elhajtották vagy megölték. Jóformán el sem múlt a kuruc-labanc háború nyoma, jött 1711-ben a pestis. Megszűnése után állíttatta a lakosság a falu végén a ma is álló Pestisszobrot. A 17. században megindult az erdőirtás.
A temetőkápolnát 1754 körül a kegyurak újjáépítették, jelentősen átalakították, majd egy részéből kriptát alakítottak ki. 1769-ben a mezőváros fele leégett. 1809-ben Napóleon csapatai ide is eljutottak. Május 29-én érkeztek Sopronba, és másnap már Lózson is megjelent 30 francia katona, akik azonnal 30 mázsa zabot követeltek. Október 8-án távoztak, addig eltartatták magukat és lovaikat. Az 1848. évi jobbágyfelszabadítás változást hozott a jobbágyok életében: a tizedtől és a robottól megmenekültek. 1848 őszén ismét fegyvert fogtak, most már önként, a haza védelmére, az itthon maradt férfiak nemzetőri feladatot teljesítettek. A Bach korszakban igazoltatták a szabadságharc alatti magatartásukért a község vezetőit. 1855-ben a tanítói-jegyzői állást szétválasztották és kerületi jegyzőt neveztek ki. Ekkor Kövesd és Pinnye is ide tartozott. 1863-ban nagy tűzvész pusztított a faluban, az iskola is leégett, így 1864-ben új egytantermes iskola épült, ezt 1894-ben újabb tanteremmel bővítették. 1871-ben megszüntették a mezővárosi elnevezést, Lózs kisközség lett.
1881-ben csendőrségi állomás létesült, de két év múlva Fülesre helyezték. Ez évben a báró Solymossy-család megvásárolta a birtokot és teljesen újjá építtette a Viczay-kastélyt, ezzel a Viczayak 600 éves földesurasága véget ért. 1884-ben önálló orvost kapott a falu. A postahivatalt 1882-ben állították fel. Távírót 1891-ben, telefont 1904-ben kapott a község. 1888-ban alakult meg az Önkéntes Tűzoltó Egyesület. Az illetékes minisztérium 1906-ban állapította meg a község végleges nevét Nagylózs formában.
Az I. világháború idején mintegy 200 hadköteles hagyta el a falut, és már az első évben megjelentek az értesítések a harcokban elesettekről, sebesültekről. 1916-ban összeszedték a réztárgyakat és a harangokat. Közben hadifoglyok érkeztek a községbe: oroszok és szerbek, akik a mezőgazdaságban dolgoztak. A bevonultakból 51-nek érkezett halálhíre, akiknek emlékművet állított a község.
A kedvező természeti adottságok és gazdasági lehetőségek miatt a község életszínvonala jobb volt a környező falvakénál. A gazdák szőlő- és növénytermesztéssel, állattenyésztéssel foglalkoztak. A homokbánya is jól működött. A II. világháború vége felé, 1945. április 30-án a front átvonult a községen. A háború végéig 19 hősi halottja volt, akik emlékét az I. világháborús emlékművön szintén megörökítették. A harcok után a kastély teljes berendezését széthordták, tönkrement az értékes Solymossy-könyvtár is. A háború utáni első hónapokban került sor a földosztásra. 1950 októberében bevezették a tanácsrendszert. 1959-ben megalakult a téesz, amely 1969-ben egyesült a röjtökmuzsaji, ebergőci és sopronkövesdi termelőszövetkezettel.
1959-ben körorvosi lakást vásároltak. Az 1960-as évektől 11 km-es járda, majdnem 5 km hosszú portalanított út, új óvoda, két általános iskolai napközis terem, politechnika terem, és 1964-ben új gyógyszertár épült. A bárói kriptát ravatalozóvá alakították át, továbbá beindították a rendszeres autóbusz járatot Sopron és Nagylózs között. 1975 óta működik Idősek Klubja a faluban. 1976-ban falufásítást végeztek. Utcánként más-más fasort ültettek, az egyikben ezüstfenyőt, díszalmát, a másikban ezüstjuhart, díszgalagonyát, a harmadikban gömbtuját és díszcserjét.

## Közélete

### Polgármesterei
- 1990–1994: Dr. Horváth Csaba (független)[5]
- 1994–1998: Wittmer László (független)[6]
- 1998–2002: Marton Ferenc (független)[7]
- 2002–2006: Marton Ferenc (független)[8]
- 2006–2010: Marton Ferenc (független)[9]
- 2010–2014: Tóthné Szigeti Éva (független)[10]
- 2014–2019: Tóthné Szigeti Éva (független)[11]
- 2019–2024: Marton Árpád Ferenc (független)[12]
- 2024– : Marton Árpád Ferenc (független)[1]

## Népesség
A település népességének változása:
| Lakosok száma | 1007 | 1020 | 1027 | 1031 | 969  | 977  | 952  |
|               | 2013 | 2014 | 2015 | 2021 | 2022 | 2023 | 2024 |

A 2011-es népszámlálás során a lakosok 89,8%-a magyarnak, 0,4% cigánynak, 2% németnek, 0,2% románnak mondta magát (9,7% nem nyilatkozott; a kettős identitások miatt a végösszeg nagyobb lehet 100%-nál). A vallási megoszlás a következő volt: római katolikus 66,9%, református 3,1%, evangélikus 2,1%, görögkatolikus 0,2%, felekezeten kívüli 5,2% (21,1% nem nyilatkozott).
2022-ben a lakosság 96,7%-a vallotta magát magyarnak, 3,4% németnek, 0,1% románnak, 0,1% horvátnak, 1,2% egyéb, nem hazai nemzetiségűnek (3,2% nem nyilatkozott; a kettős identitások miatt a végösszeg nagyobb lehet 100%-nál). Vallásuk szerint 54,6% volt római katolikus, 3,4% református, 1,8% evangélikus, 0,2% görög katolikus, 0,1% ortodox, 1,2% egyéb keresztény, 0,4% egyéb katolikus, 8,5% felekezeten kívüli (29,8% nem válaszolt).

## Nevezetességei
- Solymosy-kastély (műemlék)

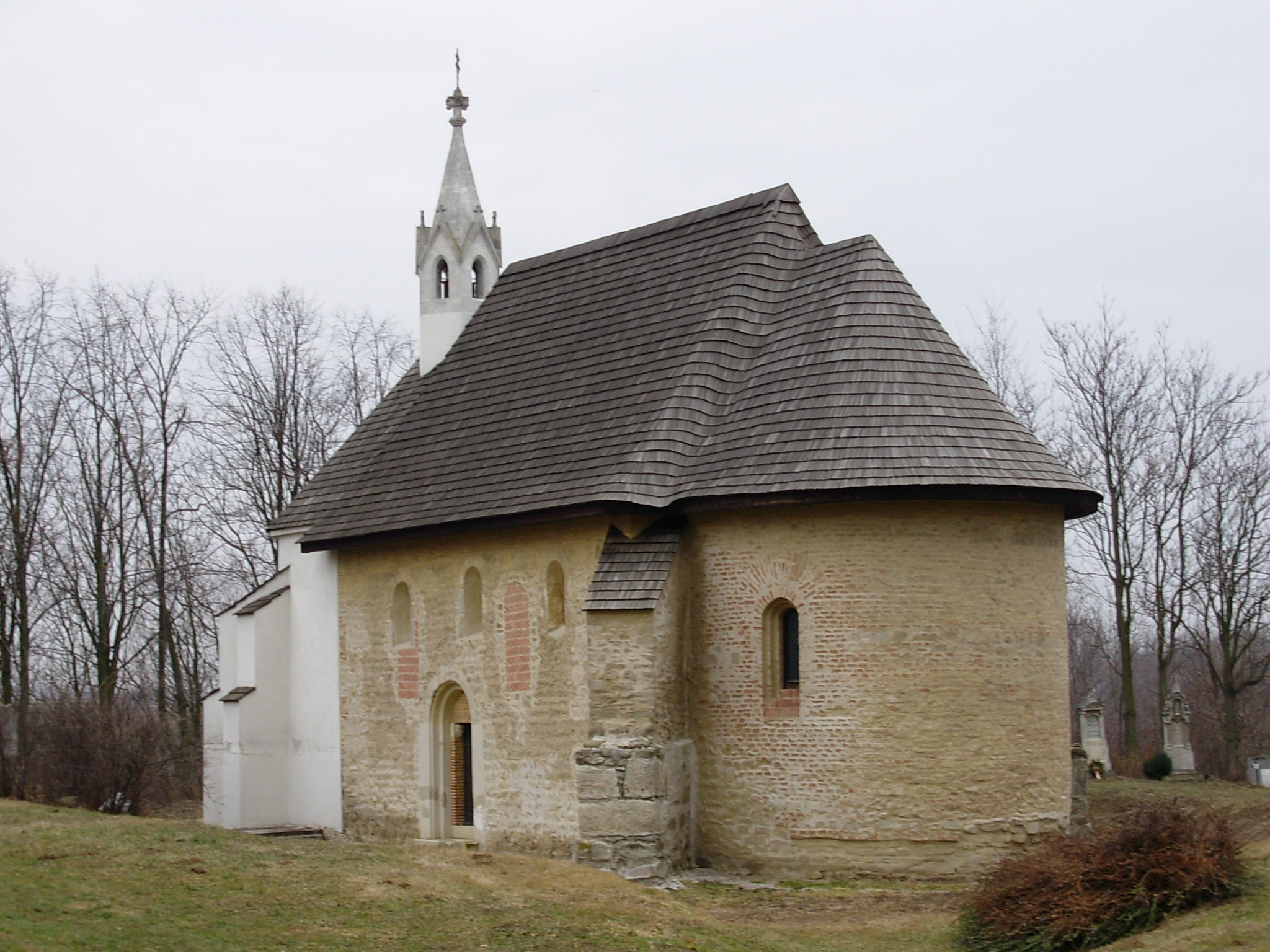
Szent István római katolikus temetőkápolna

- Szent István római katolikus temetőkápolna: A temető területén található templomot a néphagyomány szerint Szent László király építette. Román stílusú szentélye a 13. században, hajója és tornya a 14. században épült. A 18. században részben átalakították. Utolsó restaurálását 1982-ben fejezték be.